# Домінгуш Андраде
Домінгуш Андраде (порт. Domingos Andrade, нар. 7 травня 2003, Луанда) — ангольський футболіст, захисник португальського клубу «Порту Б» та національної збірної Анголи.

## Клубна кар'єра
Народився 7 травня 2003 року в місті Луанда. Вихованець юнацьких команд футбольних клубів «Інтер» (Луанда) та «Спортінг».
У дорослому футболі дебютував 2021 року виступами за команду «Інтер» (Луанда). 
Своєю грою за цю команду привернув увагу представників тренерського штабу клубу «Спортінг» Б, до складу якого приєднався 2022 року. Відіграв за дублерів лісабонського клубу менше одного року своєї ігрової кар'єри.
У 2023 році уклав контракт з клубом «Фельгейраш», у складі якого провів наступний рік своєї кар'єри гравця. Більшість часу, проведеного у складі У складі, був основним гравцем захисту команди.
До складу клубу «Порту Б» приєднався 2024 року. Станом на 17 березня 2025 року відіграв за дублерів клубу з Порту 23 матчі в національному чемпіонаті.

## Виступи за збірні
У 2019 році дебютував у складі юнацької збірної Анголи (U-17), загалом на юнацькому рівні взяв участь у 9 іграх.
У 2021 році дебютував в офіційних матчах у складі національної збірної Анголи.
| Дата       | Місто    | Господарі         | Результат | Гості               | Турнір                                  | Голи | Примітки |
| ---------- | -------- | ----------------- | --------- | ------------------- | --------------------------------------- | ---- | -------- |
| 16-11-2021 | Бенгазі  | Лівія             | 1 – 1     | Ангола              | Відбір до ЧС 2022                       | -    | 90+2'    |
| 13-10-2023 | Фару     | Ангола            | 1 – 1     | Мозамбік            | товариський матч                        | -    | 83'      |
| 25-3-2024  | Марракеш | Коморські Острови | 0 – 0     | Ангола              | товариський матч                        | -    | 80'      |
| 28-6-2024  | Гебеха   | Ангола            | 0 – 0     | Намібія             | Кубок КОСАФА 2024 – 1-й етап            | -    | 88'      |
| 1-7-2024   | Гебеха   | Ангола            | 3 – 2     | Сейшельські Острови | Кубок КОСАФА 2024 – 1-й етап            | -    | 90+1'    |
| 3-7-2024   | Гебеха   | Лесото            | 1 – 3     | Ангола              | Кубок КОСАФА 2024 – 1-й етап            | -    | 67'      |
| 5-7-2024   | Гебеха   | Коморські Острови | 1 – 2     | Ангола              | Кубок КОСАФА 2024 – півфінал            | -    |          |
| 7-7-2024   | Гебеха   | Ангола            | 5 – 0     | Намібія             | Кубок КОСАФА 2024 – Фінал               | -    |          |
| 18-11-2024 | Бенгазі  | Судан             | 0 – 0     | Ангола              | Відбір до Кубка африканських націй 2025 | -    | 90'      |
| Усього     |          | Матчів            | 9         |                     | Голів                                   | 0    |          |